# ديويت جونز
ديويت جونز (بالإنجليزية: DeWitt Jones)‏ هو مدير فني أمريكي، ولد في عقد 1940.